# شوهي كيوهارا
شوهي كيوهارا (باليابانية: 清原 翔平) (25 يونيو 1987 في أوبيهيرو في اليابان – )؛ هو لاعب كرة قدم ياباني سابق كان يلعب كلاعب وسط.

## وصلات خارجية
- شوهي كيوهارا على موقع رابطة كرة القدم اليابانية للمحترفين (اليابانية)
- شوهي كيوهارا على موقع قاعدة بيانات كرة القدم.إي يو (الإنجليزية)
- شوهي كيوهارا على موقع Soccerway.com (الإنجليزية)
- شوهي كيوهارا على موقع عالم كرة القدم.نت (الإنجليزية)
- شوهي كيوهارا على موقع كووورة